# عيآل كثير (أرحب)

تعديل مصدري - تعديل

عيآل كثير هي إحدى قرى عزلة المنصور بمديرية أرحب التابعة لمحافظة صنعاء، بلغ تعداد سكانها 216 نسمة حسب تعداد اليمن لعام 2004.